# Nazareno Lanciotti
Nazareno Lanciotti, M.S.M. (Roma, 3 de março de 1940 — São Paulo, 22 de fevereiro de 2001), foi um sacerdote italiano que atuava no estado de Mato Grosso, onde foi assassinado. No dia 14 de abril de 2025, sua beatificação foi aprovada pelo Papa Francisco.

## Vida
Nazareno Lanciotti nasceu em Roma em 3 de março de 1940. Foi ordenado sacerdote em 1966, permanecendo em Roma por poucos tempos. 
Após os anos de formação em Subiaco e as primeiras experiências pastorais em algumas paróquias romanas, em fim de 1971 migrou para o Brasil como missionário. Iniciou seu ministério em Jauru em 12 de janeiro de 1972.

## Missionário no Brasil
Em Jauru, onde se instalou, iniciou seu ministério. Ali fundou a Paróquia Nossa Senhora do Pilar. A partir dali, criou 57 comunidades eclesiais rurais além de uma instituição beneficente voltada para o atendimento médico aos mais pobres, que evoluiu para um dos hospitais mais ativos da região.
Seu trabalho missionário junto aos trabalhadores e às famílias, visando a lhes tirar do tráfico de drogas e da prostituição ali existente, era ininterrupto. Todos os sábados à noite, organizava atividades para distrair os jovens e os alertava; muitas vezes, também se encontrava com esses trabalhadores e lhes dizia:
"A adoração eucarística, o terço e a devoção à Virgem os salvarão".
Em 1987, ingressou no Movimento Sacerdotal Mariano. Nomeado diretor nacional para o Brasil, realizou viagens frequentes para organizar encontros de oração e se dedicou aos mais pobres e se engajou na luta contra várias formas de injustiça e opressão, como os projetos dos mercantes da prostituição e do tráfico de droga.
Seu trabalho pastoral revelou-se incômodo para alguns. No dia 11 de fevereiro de 2001, dia de Nossa Senhora de Lourdes, o Padre Nazareno havia celebrado um Cenáculo com cerca de cem jovens. Ciente do perigo que corria, naquela noite, enquanto uma leve garoa caía do céu, disse: 
"Estas são as lágrimas do céu para mim".
 e, com um véu de tristeza, como se num presságio, acrescentou: 
"Quando me procurarem, sempre me encontrarão aos pés do sacrário".
 Lá ele foi sepultado após sua morte, ao lado direito do tabernáculo e do trono de Nossa Senhora do Pilar.

## Morte
Na noite de 11 de fevereiro de 2001, dentro de sua residência, enquanto terminava o jantar com alguns colaboradores, dois homens encapuzados entraram em sua casa e um deles deu-lhe um tiro na nuca. O projétil atingiu a quarta vértebra do padre, que ainda foi levado de avião para Cuiaibá e depois para São Paulo. Padre Lanciotti morreu em 22 de fevereiro, depois de ter perdoado os seus assassinos.

## Beatificação
O bispo de Cuiabá iniciou o processo de beatificação, com a coleta de documentação necessária., quando o Padre Lanciotti foi considerado Servo de Deus.
No dia 14 de abril de 2025, o Papa Francisco recebeu, em audiência, o prefeito do departamento vaticano para as Causas dos Santos, Cardeal Marcello Semeraro, e autorizou a promulgação dos decretos relativos à beatificação do sacerdote italiano e mártir Nazareno Lanciotti.